# نقل بالكابلات لاباز
نقل بالكابلات لاباز هي شبكة نقل بالكابلات متعددة الفروع لتسهيل النقل في لاباز عاصمة بوليفيا (لاباز هي أعلى عاصمة في العالم وتقع على ارتفاع نحو 3600 متر). سوف تكون تلك الشبكة بعد اتمامها أكبر شبكة نقل بالكابلات في العالم. تربط مقصورات نقل الكابلات الإدارات الحكومية الواقعة أسفل المدينة بمدينة إل ألتو التي يوجد فيها أيضا مطار إل ألتو (4100 متر فوق سطح البحر). ونظرا لصعوبة تضاريس المنطقة توجد عدة شوارع عريضة في المدينة فقط بين لاباز و «إل ألتو»، مما يتسبب في زحام كبير للسيارات وتعطيل في حركة المرور.
اكتمل الخط الأول من شبكة نقل كابلات لاباز - الخط الأحمر - في مايو 2014؛ كما اكتمل إنشاء الخط الأصفر في سبتمبر 2014 والخط الأخضر في ديسمبر 2014.
قامت الشركة النمساوية «دوبلماير» المتخصصة من «مجموعة غارافينتا» Garaventa group ببناء تلك الخطوط.

## شبكة النقل
تتكون سبكة نقل بالكابلات لاباز حاليا من ثلاثة خطوط، يبلغ طولها الكلي نحو 10 كيلومترات:
|             | المحطات | المقصورة | طول الخط (متر) |
| ----------- | ------- | -------- | -------------- |
| الخط الأحمر | 3       | 109      | 2348           |
| الخط الأصفر | 4       | 169      | 3736           |
| الخط الأخضر | 4       | 165      | 3704           |
| المجموع     | 10      | 443      | 9788           |

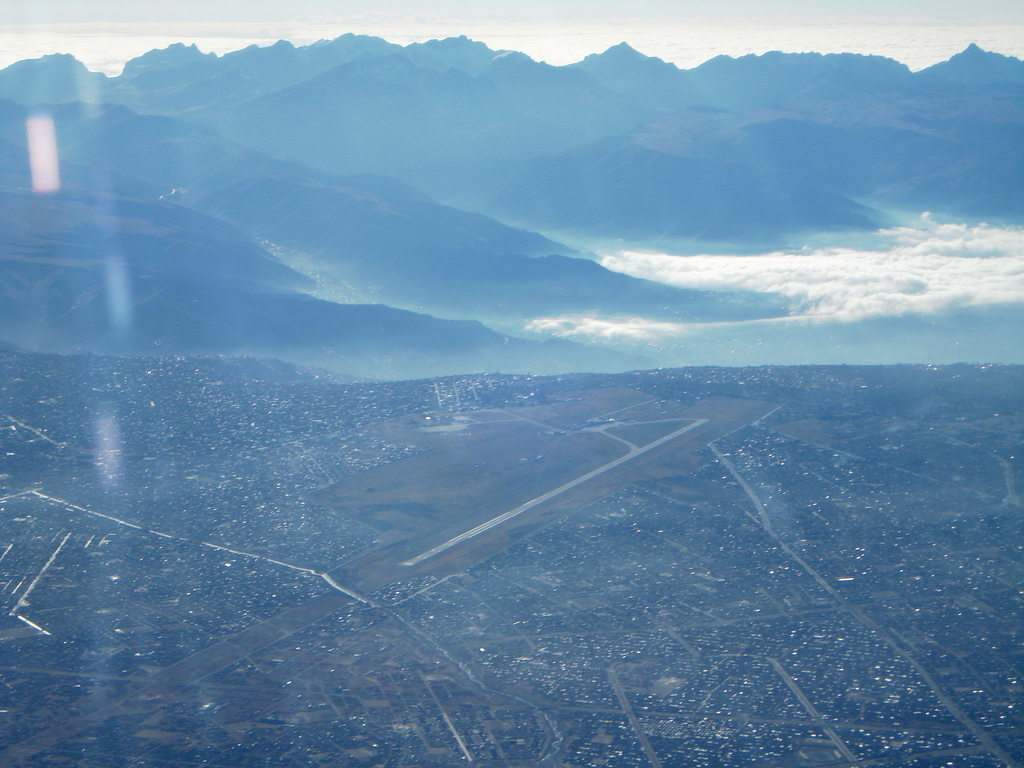
مطار "إل ألتو" على مرتفع مقابل للعاصمة لاباز.

وقد تقرر بتاريخ مارس 2015 توسيع شبكة النقل بالكابلات بإضافة 6 خطوط جديدة. تتعلق المقصورة بكابل واحد وتسع 10 أشخاص. وتصميم الخط منهم مصمم بحيث يقوم بنقل نحو 3000 راكب في الساعة في كل اتجاه.
من المنتظر أن تصبح الشبكة بطول نحو 30 كيلومتر في عام 2019، وسوف تكمل إنشائه شركة دوبلماير Doppelmayr .

## وصلات خارجية
- Offizielle Website (بالإسبانية)
- Michael Stocks: Seilbahn-Boom in den Anden sowie Dem Verkehr entschweben (geringfügig längere Version des Beitrags), Video-Reportagen auf tagesschau.de
- La Paz bekommt Rekord-Seilbahn.